# Danum Gallery, Library and Museum

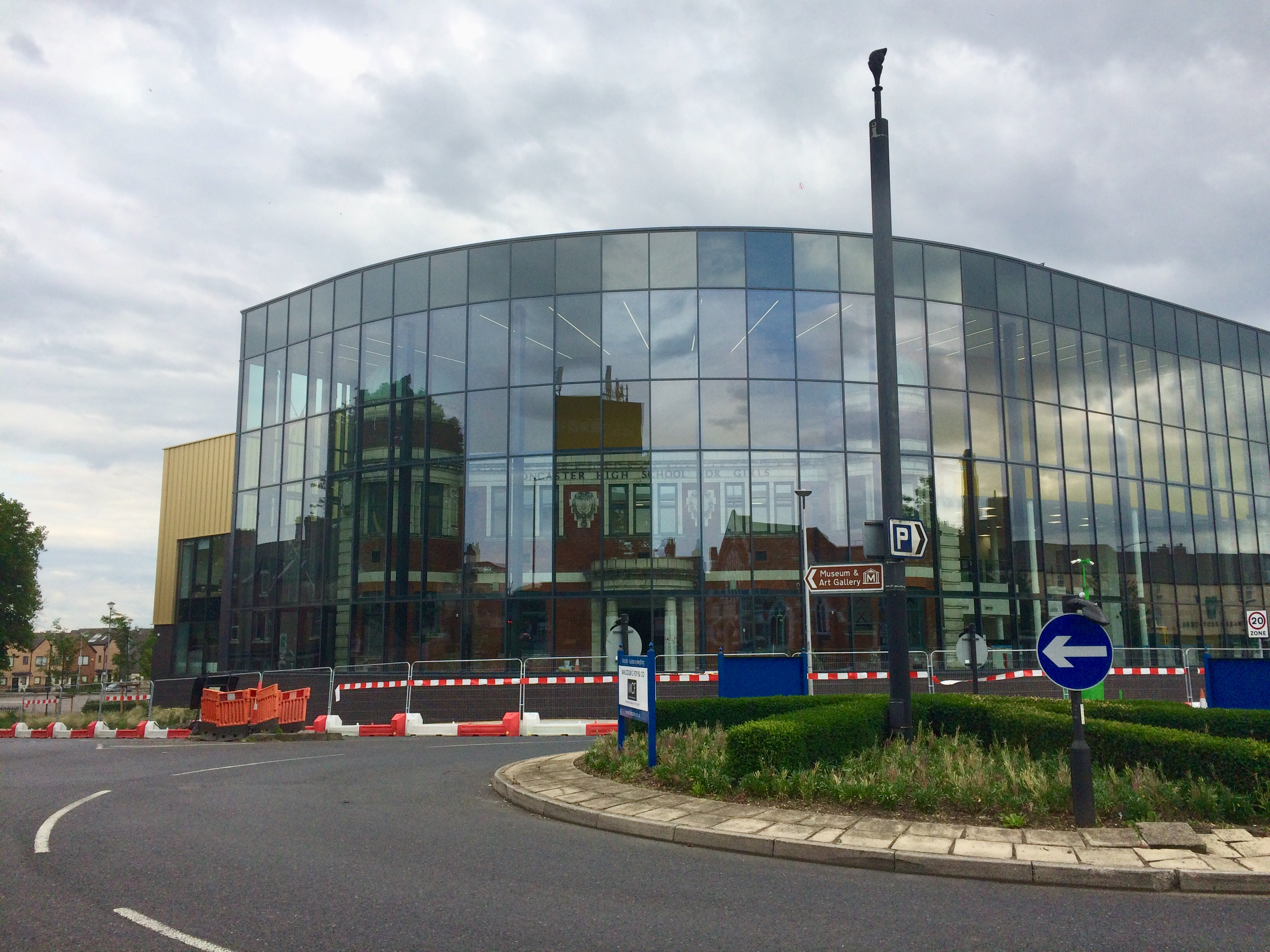

Danum Gallery, Library and Museum is een museum in het Engelse Doncaster. Het museum opende in 2021, als opvolger van het Doncaster Museum. In het museum wordt o.a. het Romeinse Danum-schild tentoongesteld, uit de 1ste eeuw en ontdekt in 1971. Er worden ook locomotieven tentoongesteld die in Doncaster werden gebouwd, als bruikleen van het National Railway Museum .